# Ji Šing
Ji Šing (kitajsko: 一行; pinjin: Yī Xíng; Wade-Giles: I-Hsing), kitajski astronom, matematik in budistični menih, * 683, † 727.

## Življenje in delo
Ji Šing je živel v času srednje Dinastije Tang (唐朝) (618-907).
Med prvimi je izmeril magnetno deklinacijo leta 720.
Skupaj z državnim uradnikom Liang Ling-dzanom (Liang Ling-Tsan) (梁令瓚) je leta 723 na podlagi Čang Hengovega nebesnega globusa na vodni pogon verjetno prvi izdelal vrsto mehanske ure.
Leta 724 je izboljšal teorijo navideznega Sončevega gibanja Lia Čua (Liu Džov) (544-610) iz leta 600. Izdelal je koledar Da Jan (Li) (Da Jan, Da-jan-li). Tu je za neenake razmike opazovalnih podatkov uporabil interpolacijske enačbe drugega reda. Koledar so začeli uporabljati leta 729 in ga uporabljali do leta 757.
V letu 725 je primerjal kotne razdalje zvezd v Labodu s svojimi in starejšimi meritvami in pri tem prvi odkril, da se medsebojne lege zvezd s časom spreminjajo. Njegove dejanske ugotovitve lastnega gibanja niso upoštevali. Pri tem je upošteval tudi vpliv precesije Zemljine vrtilne osi.
I Sin je izračunal število možnih postavitev na deski za go. Ker ni uporabljal znaka za število 0, je bila ta naloga dokaj težka.